# Йоан Непомуцки
Свети Йоан Непомуцки (на чешки: Jan Nepomucký) (c. 1345 – 20 март 1393) е национален светец на Бохемия, удавил се във Вълтава по времето на Вацлав IV. Според легендата смъртта му е насилствена в ръцете на краля, след като отказва да разкрие тайната на изповедта на чешката кралица. Това го прави първия мъченик на Тайнството на изповедта, борец срещу дифамацията, а поради естеството на умъртвяването му е възприет за покровител при наводнение и срещу удавяне.

## Житие
Ян Вълфин от пазарния град Помук (по-късно преименуван на Непомук, днешна Чехия), близо до цистерциански манастир, е роден между 1340 и 1349. Обучаван е в Карловия университет, а канонично право изучава в Падуа от 1383 до 1387. През 1393 е назначен за главен викарий на архиепископ Ян Йенщайнски (1348 – 1400), където го застига и мъченическата му смърт на Карловия мост. 
Като предистоприя на този исторически инцидент прави впечатление предшестващото противопоставяне между краля и свещеника. Крал Венцел подкрепя папския изгнаник Климент VII в Авиньон, а в конфликтите си с местните нобили обявява местен феодал за абат на богатия бенедиктински манастир Кладруби. Това изостря отношенията с поддръжниците на римския папа Бонифаций IX, в това число и Ян Непомуцки.
Мъченичеството му получава широк отклик в Средна Европа и Рим благодарение на пражкия епископ и други клирици Това благоприятства обявяването на Йоан Непомуцки за светец веднага след смъртта му.

## Противоречия
Националистите приемат Ян Непомуцки за чешки покровител в борбата с империализма и жертва на Борбата за инвеститурата между светската и църковната власт.
Легендарният статус на светеца се дължи на „Бохемския Плиний“ Болеслав Балбин, автор на житието на Ян Непомуцки Vita beati Joannis Nepomuceni martyris. Първата посветена на светеца църква е в Храдец Кралове, а най-известното му светилище е Поклоническата Църква Свети Йоан Непомуцки, основана през 1719.
Въпреки йезуитската опозиция светецът е официално канонизиран за светец от Бенедикт XIII през 1729.

## Култ
Фигурата на Ян Непомуцки се среща често на публични места в Централна Европа – Чехия, Италия на Милвийския мост, Германия, Полша и Литва. Изобразяван е с ореол от пет звезди, а гробът му е в пражката катедрала Свети Вит. Интересна статуя на св. Йоан от Непомок е в село Дивина в Словакия.

## Mузика
„Йохан от Непомук“ – Меса в G-майор от Гералд Шпитцнер.